# Люксембург на зимних Олимпийских играх 1936
Люксембург принимал участие в Зимних Олимпийских играх 1936 года в Гармиш-Партенкирхене (Германия) после восьмилетнего перерыва, во второй раз за свою историю, но не завоевал ни одной медали. Сборную страны представили четверо мужчин в двух видах спорта.

## Состав и результаты

### Горнолыжный спорт
Мужчины
| Спортсмен      | Соревнование | Скоростной спуск | Скоростной спуск | Слалом  | Слалом  | Слалом | Всего     | Всего |
| Спортсмен      | Соревнование | Время            | Место            | Время 1 | Время 2 | Место  | Результат | Место |
| -------------- | ------------ | ---------------- | ---------------- | ------- | ------- | ------ | --------- | ----- |
| Рауль Векбекер | Комбинация   | DNF              | -                | -       | -       | -      | DNF       | -     |

DNF = Не финишировал — спортсмен стартовал, но не финишировал.

### Бобслей
Мужчины
| Спортсмены                   | Соревнование | 1 заезд   | 1 заезд | 2 заезд   | 2 заезд | 3 заезд   | 3 заезд | 4 заезд   | 4 заезд | Итоговый результат | Итоговый результат |
| Спортсмены                   | Соревнование | Результат | Место   | Результат | Место   | Результат | Место   | Результат | Место   | Результат          | Место              |
| ---------------------------- | ------------ | --------- | ------- | --------- | ------- | --------- | ------- | --------- | ------- | ------------------ | ------------------ |
| Рауль Векбекер Геза Вертхайм | Двойки       | 1:45.41   | 23      | 1:33.95   | 23      | 1:35.96   | 22      | 1:37.47   | 22      | 6:32.79            | 22                 |
| Анри Кох Густав Вагнер       | Двойки       | 1:42.02   | 22      | 1:31.91   | 21      | 1:29.76   | 12      | DNF       | -       | DNF                | -                  |

DNF = Не финишировали — спортсмены стартовали, но не финишировали.